# Vander Luiz Silva Souza
Vander Luiz Silva Souza (* 17. April 1990 in Salvador), auch einfach nur Vander genannt, ist ein brasilianischer Fußballspieler.

## Karriere
Das Fußballspielen erlernte Vander bei EC Bahia, bei dem er auch 2010 seinen ersten Vertrag unterschrieb. Er unterschrieb einen Zweijahresvertrag. Nach 33 Spielen 2010 wurde er 2011 nach Rio de Janeiro zum dort ansässigen Verein Flamengo Rio de Janeiro ausgeliehen. Hier wurde er nur zweimal eingesetzt. 2013 ging er nach Salvador zum dortigen EC Vitória, um dort einen Dreijahresvertrag zu unterschreiben. 2014 wurde er zu Associação Portuguesa de Desportos, ein Verein, der in São Paulo beheimatet ist, verliehen. Nach Beendigung des Vertrags beim EC Vitória ging er 2017 nach Asien. Hier unterschrieb er einen Vertrag beim thailändischen Erstligisten Chiangrai United, einem Verein im Norden Thailands. Hier absolvierte er 29 Spiele und schoss dabei fünf Tore. 2018 wechselte er zum Ligakonkurrenten Bangkok United nach Bangkok. 2018 und 2023 wurde er mit dem Hauptstadtverein Vizemeister. Am 28. Mai 2023 stand er mit dem Verein im Finale des thailändischen Pokals. Hier unterlag man dem Erstligisten Buriram United mit 0:2. Am Ende der Saison 2023/24 feierte er mit dem Verein die Vizemeisterschaft. Am 15. Juni 2024 gewann er mit Bangkok United den FA Cup. Das Endspiel gegen den Zweitligisten Dragon Pathumwan Kanchanaburi FC gewann man im Elfmeterschießen. Nach 145 Ligaspielen, in denen er 33 Tore erzielte, wurde sein Vertrag im Sommer 2024 nicht verlängert. Mitte Juli 2024 verpflichtete ihn der ebenfalls in der ersten Liga spielenden PT Prachuap FC. Für den Verein aus Prachuap bestritt er elf Ligaspiele. Nach der Hinserie wurde sein Vertrag Anfang Dezember 2024 nicht verlängert. Ende Dezember 2024 nahm ihn der Zweitligist Chonburi FC unter Vertrag. Am Ende der Saison 2024/25 feierte er mit Chonburi die Zweitligameisterschaft sowie den Aufstieg in die erste Liga. Nach zwölf Ligaspielen gab er Mitte Mai 2025 seinen Abschied aus Chonburi bekannt.

## Erfolge
Flamengo Rio de Janeiro
- Taça Guanabara: 2011
- Taça Rio: 2011
- Campeonato Carioca: 2011

EC Bahia
- Staatsmeisterschaft von Bahia: 2012

EC Vitória
- Staatsmeisterschaft von Bahia: 2013, 2016

Chiangrai United
- Thailändischer Pokalsieger: 2017

Bangkok United
- Thailändischer Vizemeister: 2018, 2022/23, 2023/24
- Thailändischer Pokalsieger: 2023/24
- Thailändischer Pokalfinalist: 2022/23

Chonburi FC
- Thailändischer Zweitligameister: 2024/25  ▲